# IC 5020
IC 5020 ist eine Spiralgalaxie vom Hubble-Typ Sb im Sternbild Mikroskop am Südsternhimmel. Sie ist schätzungsweise 139 Millionen Lichtjahre von der Milchstraße entfernt.
Das Objekt wurde am 29. August 1897 von Lewis Swift entdeckt.